# Technoféminisme
 (mai 2022).
Les informations dans cet article sont mal organisées, redondantes, ou il existe des sections bien trop longues. Structurez-le ou soumettez des propositions en page de discussion.
Avec le temps, il arrive que le contenu présent dans un article devienne désordonné. Il est souvent nécessaire de réorganiser l'article de fond en comble.
- Il faut tout d’abord répartir le contenu de l'article en plusieurs sections. Les informations doivent ensuite être exposées clairement et le plus synthétiquement possible, regroupées par sujet afin d'éviter les doublons. Quelqu'un cherchant une information précise doit pouvoir la trouver rapidement en lisant la section appropriée.
- À l'intérieur de chaque section, le texte, souvent initialement sous la forme de phrases éparses, doit être regroupé dans des paragraphes de quelques lignes, en assurant un enchaînement logique et une cohérence entre les phrases.
- Lorsque l'article ou l'une de ses sections développe trop longuement un point qui n'est pas dans le cœur du sujet traité, il convient de faire une synthèse et de transférer l'ancien contenu dans des articles plus appropriés (en cas de transfert, il faut impérativement respecter la procédure Aide:Scission).

Si vous pensez que ces points ont été résolus, vous pouvez retirer ce bandeau et améliorer le plan d'un autre article.

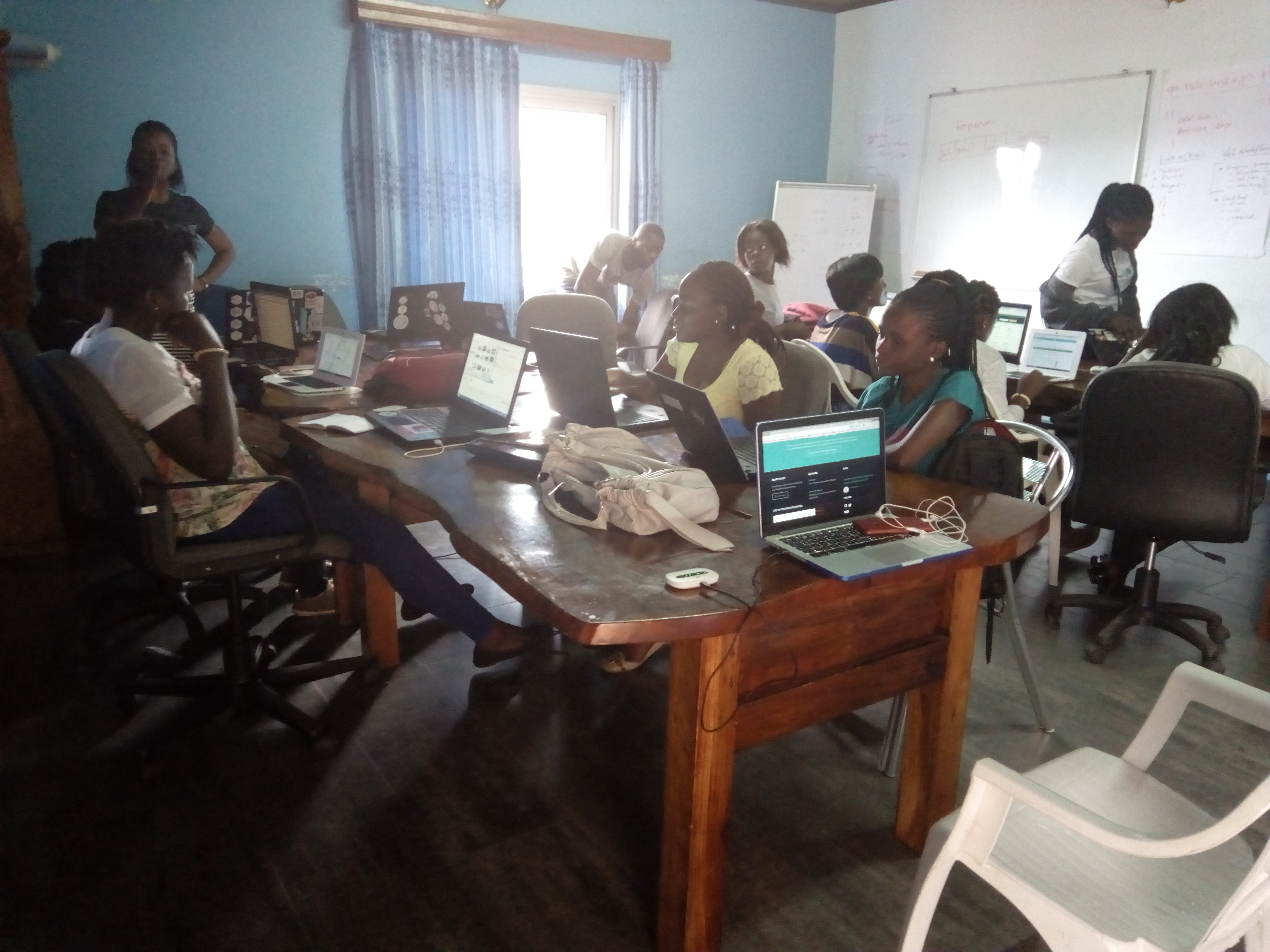
Femmes utilisant la technologie.

Le technoféminisme explore le rôle que joue le genre dans la technologie.
Il est souvent examiné sous le prisme de l'intersectionnalité, un terme créé par Kimberlé Crenshaw qui analyse les relations entre diverses identités, telles que la race, le statut socio-économique, la sexualité, le genre. Cependant, de nombreuses universitaires, tels que Lori Beth De Hertogh, Liz Lane, Jessica Oulette, ainsi qu'Angela Haas, ont dénoncé le manque de recherches technoféministes, en particulier dans le contexte de la recherche technologique globale.
L'une des principales préoccupations du technoféminisme est la relation entre les normes historiques et sociétales et la conception et la mise en œuvre de la technologie. Les universitaires technoféministes travaillent activement pour éclairer les inégalités souvent impensées qui sont ancrées dans les systèmes et trouver des solutions pour les combattre. Elles étudient également comment la technologie peut être utilisée à des fins positives, en particulier pour les groupes marginalisés.

## Sélection de travaux

### Judy Wajcman
L'ouvrage TechnoFeminism de la sociologue Judy Wajcman — paru en 2004, — a pour sujet la relation entre genre et technologies ; il présente en outre une lecture féministe de la relation femme-machine. Cet ouvrage est considéré comme majeur dans la formation de la technoscience féministe en tant que domaine de recherches.
Selon un article à propos de cet ouvrage paru dans l'American Journal of Sociology, Wajcman soutient que « les analyses de tout, des systèmes de transit aux frottis pap, doivent inclure une conscience technoféministe des positions souvent différentes des hommes et des femmes en tant que concepteurs, opérateurs de fabrication, vendeurs, acheteurs, profiteurs et utilisateurs incarnés de ces technologies ».

### Angela Haas
Le travail d'Angela Haas est centré sur le technoféminisme en tant que prédécesseur de la « recherche sur la rhétorique culturelle numérique », son domaine de recherche. Les interactions entre ces deux domaines ont conduit les chercheurs à analyser le caractère intersectionnel de la technologie et comment cette intersectionnalité aboutit à des outils qui ne servent pas tous les utilisateurs.
Haas s'intéresse également à la manière dont les groupes marginalisés interagissent avec les technologies numériques.
Les domaines spécifiques de son analyse incluent notamment comment la révélation d'aspects de l'identité d'une personne influence sa capacité à exister en ligne. Bien que parfois les espaces numériques ne s'adressent pas aux groupes marginalisés, un exemple est l'idée qu'une personne qui s'identifie comme homosexuelle est perçue comme « sexuelle dans toutes les situations », ce qui modifie la façon dont la communauté en ligne dont elle fait partie interagit avec elle.
Cependant, parfois, la technologie peut être renouvelée pour servir les femmes et les groupes marginalisés. Haas utilise l'exemple du vibrateur pour prouver ce point. Alors qu'il est désormais associé à l'autonomisation des femmes, l'outil était à l'origine utilisé pour contrôler les femmes souffrant d'« hystérie ».

### De Hertogh, Liz Lane et Jessica Ouellette
Lori Beth De Hertogh, Liz Lane et Jessica Ouellette ont travaillé à partir de travaux académiques existants en les plaçant dans le contexte spécifique de la revue Computers and Composition. Dans leur travail, les chercheuses ont analysé les fréquences d'apparition du terme « technoféminisme » et des mots associés dans cette revue. Malheureusement, les occurrences étaient limitées, ce qui a conduit les chercheuses à appeler à une utilisation accrue du terme « technoféminisme » dans les documents scientifiques et à une accroître les analyses intersectionnelles dans la littérature technologique grand public.

### Kerrie Elise Hauman
Kerrie Hauman explore des thèmes technoféministes dans sa thèse de doctorat et discute spécifiquement de la façon dont le féminisme existe dans les espaces numériques. En utilisant l'exemple du blog « Feministing », destiné aux personnes qui s'investissent dans « l'activisme féministe », Hauman applique divers cadres rhétoriques (tels que la « rhétorique sur invitation » — invitational rhetoric (en) — et les écologies rhétoriques — rhétorical ecologies — pour comprendre comment les plateformes en ligne peuvent faire avancer les initiatives de justice sociale à certains égards, mais promouvoir l'exclusion des groupes défavorisés dans d'autres.

### Mélanie Kill
Melanie Kill, professeure adjointe d'anglais à l'Université du Maryland, College Park, enseigne régulièrement sur l'intersection de la technologie et des identités. Un cours, intitulé « Rhétorique numérique : technoféminisme », utilise différents projets et activités pour analyser des thèmes technoféministes dans les matériaux académiques, les plateformes en ligne et d'autres entités numériques. Le cours invite également les étudiants et les étudiantes à considérer les dynamiques de pouvoir derrière la création et l'utilisation de la technologie, et comment ces dynamiques ont un impact sur les groupes marginalisés.

### Mathilde Saliou
Le livre Technoféminisme de Mathilde Saliou explore la manière dont le monde numérique, dominé par des normes masculines, marginalise la diversité et alimente des dynamiques discriminatoires. À travers une analyse des mécanismes de haine en ligne, du sexisme et du racisme systémique dans l’industrie technologique, l’ouvrage met en lumière les conséquences sociales et politiques de cette exclusion, jusqu’à ses impacts sur la démocratie. Il dévoile le rôle des géants du numérique dans la consolidation des communautés masculinistes, souvent violentes, et leur lien avec l’extrême droite mondiale,.
Parallèlement, le livre propose une relecture historique en mettant en avant des figures oubliées comme Ada Lovelace, Hedy Lamarr ou Katherine Johnson, pionnières ayant façonné l’histoire de la technologie. Mathilde Saliou interroge aussi les discriminations produites par les algorithmes et les biais dans le financement de l’industrie tech. Enfin, elle explore les efforts de chercheuses et activistes pour transformer ces mondes numériques en espaces plus inclusifs, en proposant des pistes concrètes pour construire un avenir technoféministe.